# Protea longifolia
Protea longifolia (лат.) — редкий кустарник, вид рода Протея (Protea) семейства Протейные (Proteaceae), эндемик Южной Африки.

## Ботаническое описание
Protea longifolia — вечнозеленый кустарник финбоша высотой 0,5-1,5 м и до 2 м в ширину. В зрелом состоянии стебли гладкие, а ветви раскидистые, иногда касаются земли. Серо-зелёные листья жёсткие изогнутые, часто с закрученными, направленными вверх и имеющими одну видимую первичную жилку на каждом листе. Листья сужаются к основанию, от линейных до линейно-лопатчатых, длиной 90-200 мм и шириной 5-17 мм. Цветочная головка или соцветие, состоящее из множества мелких цветков, собранных вместе внутри чашки с цветочными прицветниками. Мужские и женские элементы расположены в одном цветке. Длина столбика около 40-65 мм. Цветочная головка продолговато-обратноконусная, длиной 80-160 мм и диаметром 40-90 мм от зелёного до белого и до розового; обволакивающие прицветники гладкие, длина внутреннего ряда составляет 12-15 мм, а внешнего ряда — 70-120 мм. Прицветники внешнего ряда всегда короче внутренних и темнее по цвету. Вид имеет заметную длинную чёрную бахрому (т. н. бороду) на центральной вершине соцветия, которая длиннее обволакивающих прицветников. Цветёт с осени до весны, с мая по сентябрь, с максимумом в середине зимы, в июне и июле. Плоды сохраняются на растении годами. Для созревания плодов требуется около 7 месяцев.
Существует карликовая разновидность Protea longifolia var. minor, у которой зелёные прицветники и короткая цветочная головка длиной 80-120 мм и высотой до 0,5 м. Она похожа на Protea pudens.

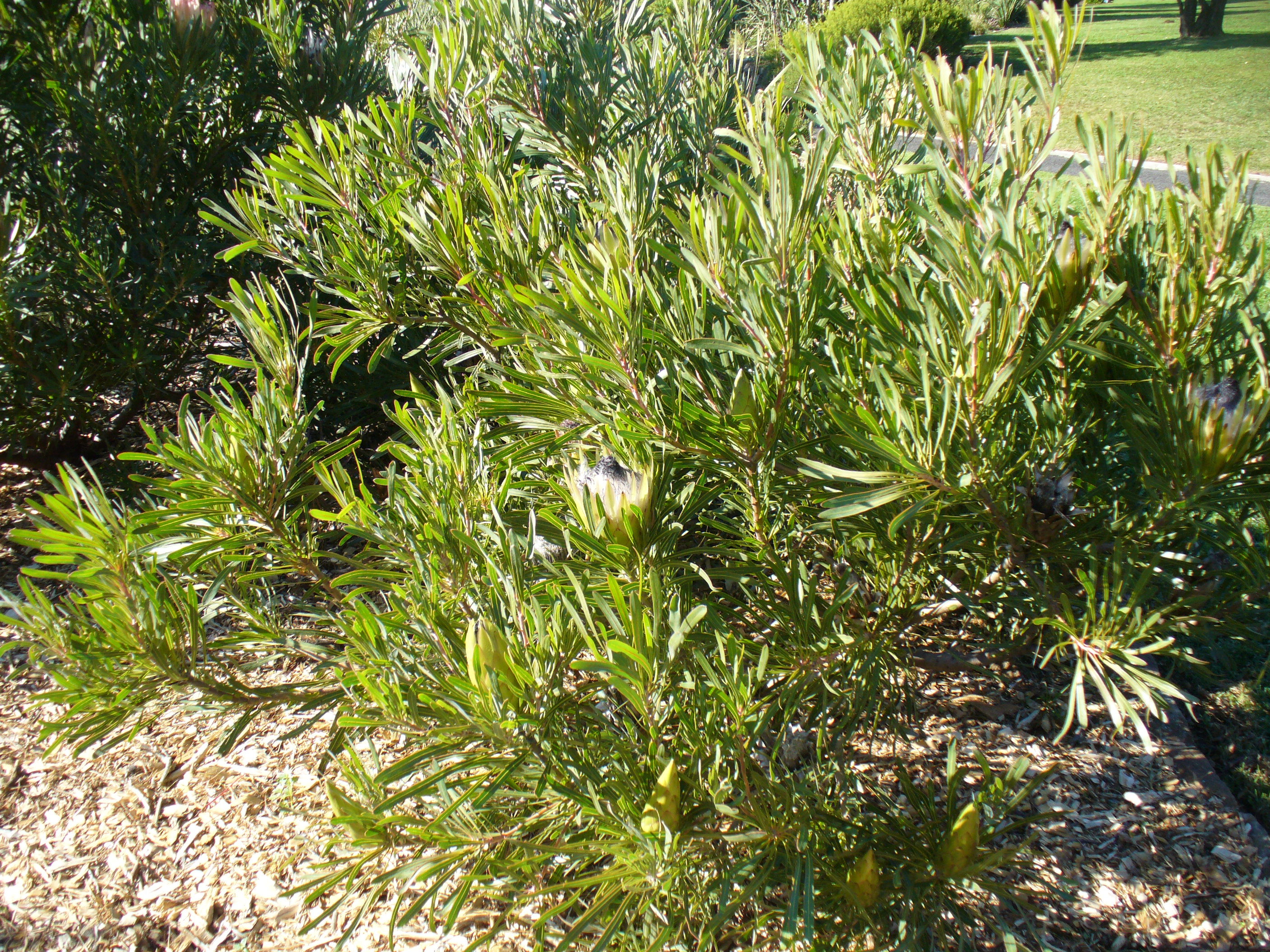
Общий вид
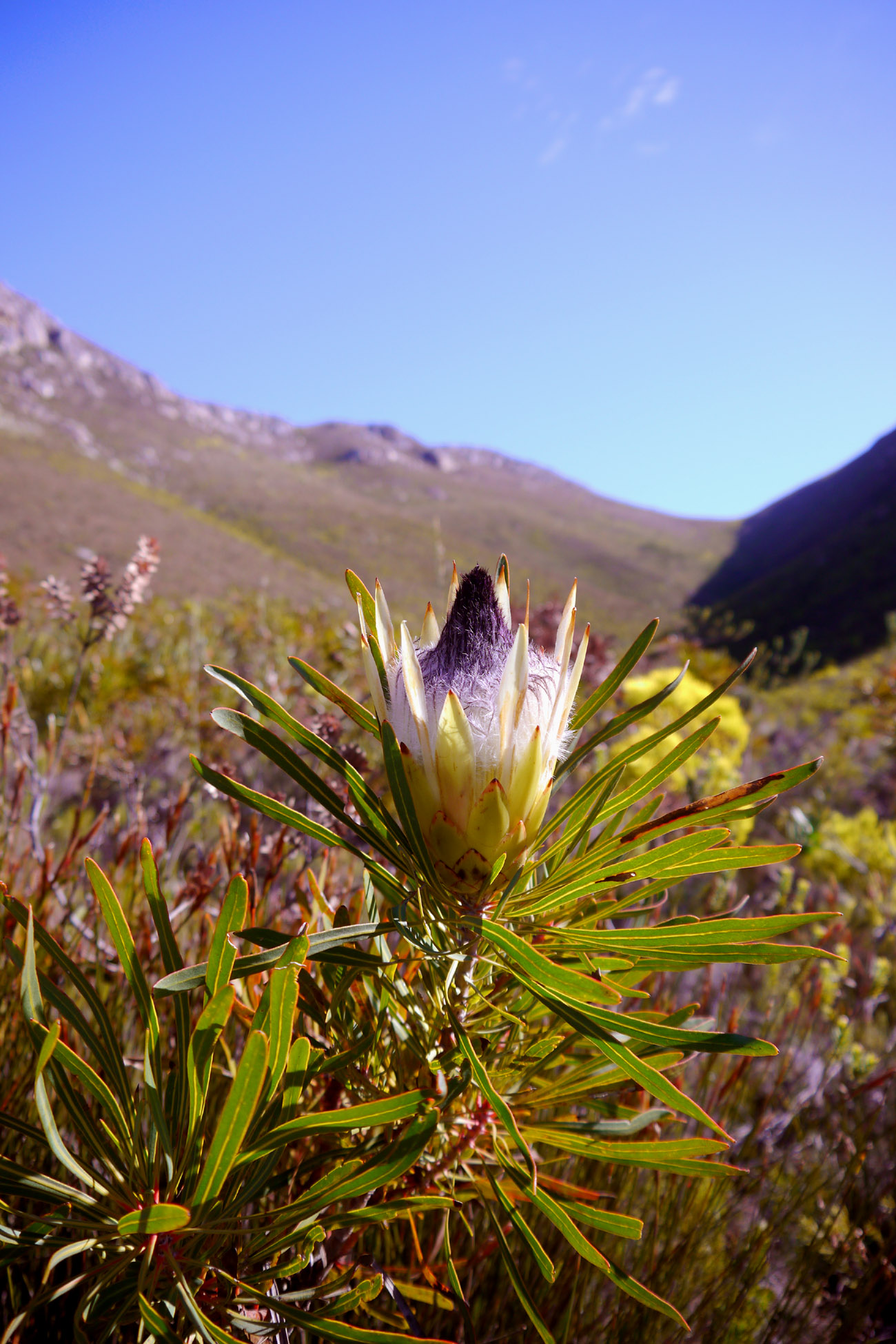
Цветущий куст в природе
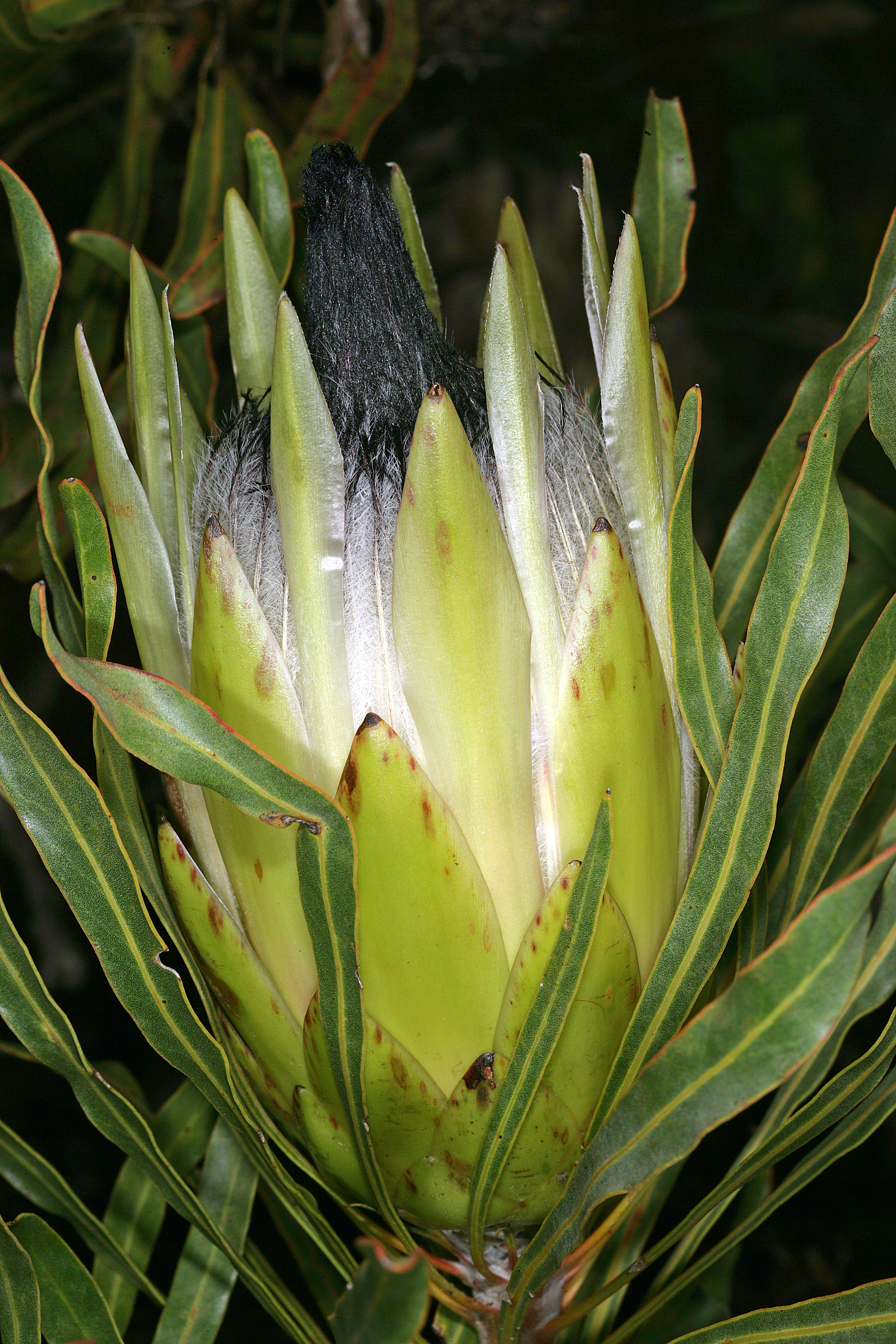
Соцветие
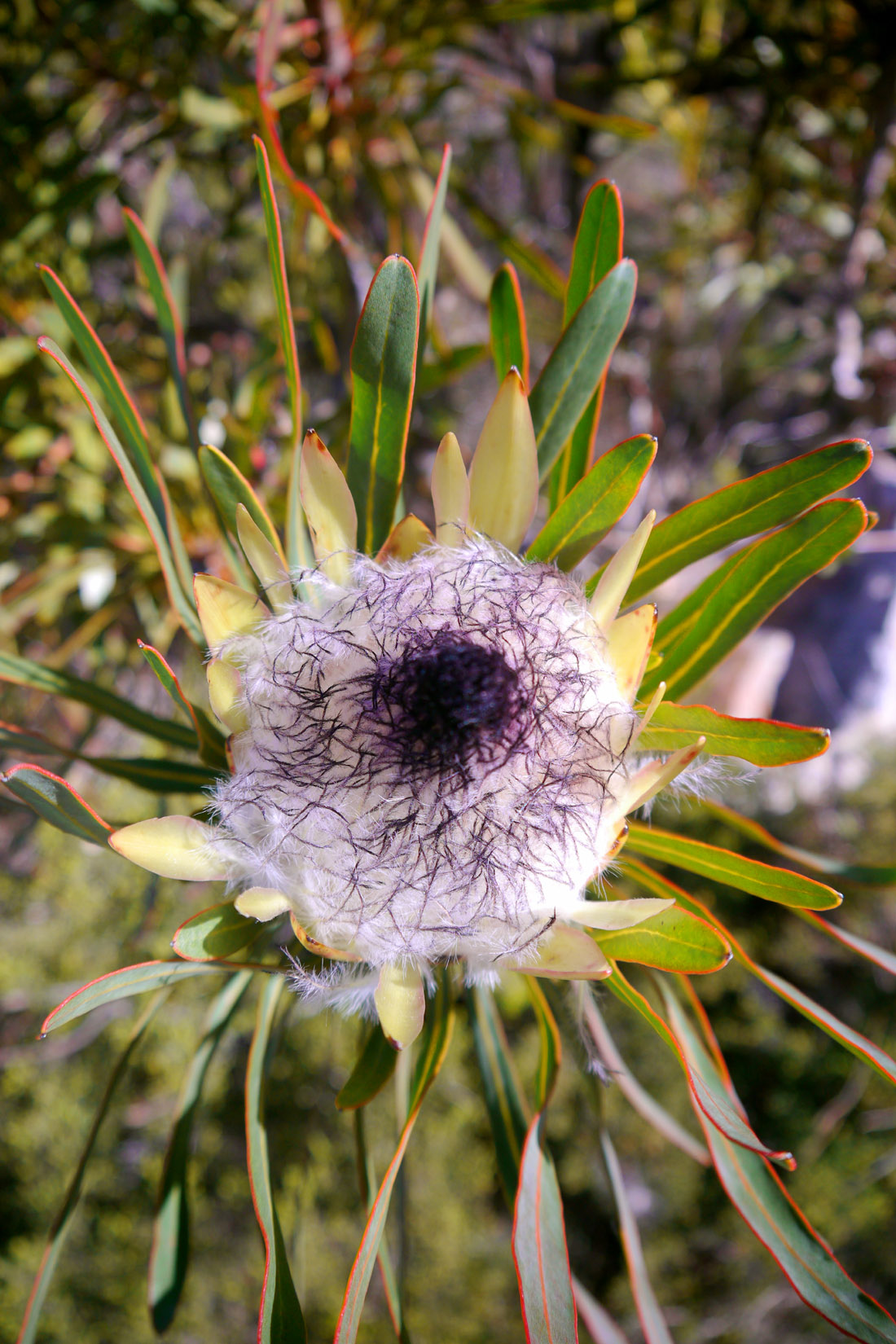
Соцветие, вид сверху

## Распространение и местообитание
Protea longifolia — эндемик Западно-Капской провинции Южной Африки. Растёт на гравийных равнинах и на песчаных почвах на нижних склонах от Дю-Туа в Капских горах до Рифирсондеренда и горы Бредасдорп, а также на равнинах Элим. Редко образует густые насаждения, но редко встречается.

## Охранный статус
Вид классифицируется как «уязвимый». Дикие популяции Protea longifolia сокращаются из-за угроз сбора урожая, потери среды обитания из-за коммерческого выращивания протей в течение последних десяти-двадцати лет, изменений в местных видах, деградации среды обитания и присутствия инвазивных растений.